# Liste der Britischen Inseln

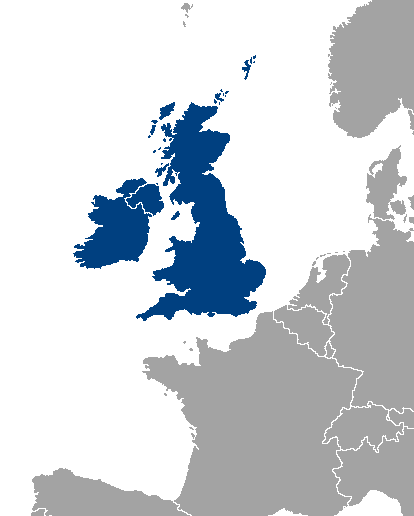
Lage der Britischen Inseln

Diese Liste führt die wichtigsten der etwa 6000 Inseln der Britischen Inseln auf. Politisch sind diese Inseln Teil des Vereinigten Königreichs, der Republik Irland und der Isle of Man, die als Kronbesitz kein Bestandteil des Vereinigten Königreichs ist. Die Kanalinseln, die politisch manchmal zu den Britischen Inseln gezählt werden, gehören geographisch nicht dazu. Ebenfalls nicht aufgelistet sind Inseln der Britischen Überseegebiete sowie Binneninseln.

## Hauptinseln
- Großbritannien
- Irland

## Vereinigtes Königreich

### England
| - Bridgemarsh Island - Brownsea Island - Burgh Island - Burntwick Island - Cindery Island - Cobmarsh Island - Coquet Island - Denny Island - Drake’s Island - Farne-Inseln - Foulness Island - Furzey Island - Godrevy Island | - Great Cob Island - Havengore Island - Havergate Island - Hayling Island - Hedge-end Island - Hilbre Island - Horsea Island - Horsey Island - Isle of Grain - Isle of Portland - Isle of Sheppey - Isle of Wight - Lindisfarne | - Longships - Looe Island - Lower Horse - Lundy - Mersea Island - New England Island - Northey Island - Old Harry Rocks - Osea Island - Pewit Island - Pilsey Island - Portsea Island | - Potton Island - Reads Island - Rushley Island - St Michael’s Mount - St. Mary’s Island - Skipper’s Island - Steep Holm - Thatcher Rock - Thorney Island - Two Tree Island - Wallasea Island - Whale Island |

#### Furness-Inseln
- Barrow Island
- Chapel Island
- Foulney Island
- Piel Island
- Roa Island
- Sheep Island
- Walney Island

#### Scilly-Inseln
- Annet
- Bryher
- Gugh
- Samson
- St. Agnes
- St. Martin’s
- St Mary’s
- Tresco

### Schottland
| - Craiglethy - Eilean Nan Ron - Eilean Horrisdale - Gruinard Island - Handa Island - Isle of Ewe - Longa Island - Mugdrum Island | - North Rona - Oldany Island - Rockall (Status strittig, wird außerdem von Irland, Dänemark und Island beansprucht.) - Island of Stroma - Sula Sgeir - Sule Skerry - Sule Stack |

#### Hebriden
Innere Hebriden
| - Ascrib Islands - Canna - Cara Island - Carna - Coll - Colonsay - Crowlin Islands - Danna Island - Dubh Artach - Eigg - Eilean Bàn - Eilean Chathastail | - Eilean Dubh Mòr - Eilean Fladday - Eilean Macaskin - Eilean Musdile - Eilean Righ - Eilean Shona - Eilean Tigh - Eorsa - Erraid - Garb Sgeir - Garvellachs - Gigalum Island - Gigha | - Gometra - Gunna - Inch Kenneth - Iona - Isay - Islay - Jura - Mull - Kerrera - Lismore - Little Colonsay - Luing - Longay | - Mingay - Muck - Nave Island - Oigh-Sgeir - Ornsay - Oronsay - Orsay - Pabay - Raasay - Rona - Rùm - Scalpay | - Scarba - Small Isles - Soay - Staffa - Skerryvore - Skye - Tarner Island - Texa - Tiree - Treshnish-Inseln - Ulva - Wiay |

Äußere Hebriden
| - Baleshare - Barra - Bearasay - Benbecula - Boreray - Calvay - Campay - Cearstaidh - Craigeam - Eilean Chaluim Chille - Eileanan Iasgaich - Eilean Kearstay - Eilean Uibhard - Ensay - Eriskay - Fiaray | - Flaray - Fladday - Flodaigh - Flodaigh (Bernera) - Flodday (Barra) - Flodday (Benbecula) - Flodday (Harris) - Flodday (North Uist) - Flodday (Vatersay) - Floddaybeg - Floddaymore - Fuday - Fuiay - Gighay - Gilsay - Great Bernera - Grimsay | - Groay - Hellisay - Hermetray - Kealasay - Keava - Killegray - Kirkibost - Lewis and Harris - Lingay (Harris) - Lingay (North Uist) - Little Bernera - Mealasta - Mingulay - Monach Islands - Muldoanich - North Uist - Opsay | - Oronsay - Orosay (Castlebay), vor Süd-Barra - Orosay (Earsary), vor Barra - Orosay (Sound of Orosay), vor Nord-Barra - Orosay (South Uist), vor South Uist - Orosay (Vatersay), vor Vatersay - Pabay Mor - Pabbay (Barra) - Pabbay (Harris) - Ronay (Insel) - Sandray - Scalpay - Scaravay - Scarp - Scotasay - Seaforth Island - Seanna Chnoc | - Shiant Islands - Shillay - Soay Beag - Soay Mór - South Uist - Stockinish Island - Stromay - Stuley - Sursay - Tahay - Taransay - Vacasay - Vallay - Vatersay - Vuia Beg - Vuia Mor - Wiay (Uist) |

St.-Kilda-Inseln
- Boreray
- Dùn
- Hirta
- Soay

#### Orkney
| - Mainland - Auskerry - Burray - Calf of Eday - Calf of Flotta - Cava - Copinsay - Corn Holm - Damsay - Eday - Egilsay | - Eynhallow - Fara - Faray - Flotta - Girsay - Glims Holm - Graemsay - Helliar Holm - Holm of Faray - Holm of Huip - Holm of Papa | - Holm of Scockness - Hoy - Hunda - Kili Holm - Lamb Holm - Linga Holm - Muckle Green Holm - North Ronaldsay - Papa Stronsay - Papa Westray - Rousay | - Rusk Holm - Rysa Little - Sanday - Shapinsay - South Ronaldsay - Stronsay - Sweyn Holm - Switha - Swona - Westray - Wyre |

#### Shetland
| - Mainland - Balta - Bigga - Bressay - Brother Isle - East Burra - East Linga - Fair Isle - Fetlar - Fish Holm - Foula | - Gloup Holm - Grunay - Gruney - Haaf Gruney - Hascosay - Havra - Hildasay - Huney - Lady’s Holm - Lamba - Linga (Muckle Roe) | - Linga (Mainland) - Linga (Yell) - Little Roe - Lunna Holm - Moul of Eswick - Mousa - Muckle Flugga - Muckle Ossa - Muckle Roe - North Havra - Noss | - Orfasay - Out Skerries - Out Stack - Oxna - Papa - Papa Little - Papa Stour - Samphrey - Sound Gruney - South Havra - South Isle of Gletness | - Trondra - Unst - Urie Lingey - Uyea (Mainland) - Uyea (Unst) - Uynarey - Vaila - Vementry - West Burra - West Linga - Whalsay - Yell |

#### Firth of Clyde
| - Ailsa Craig - Arran - Burnt Islands - Bute - Davaar Island - Eilean Dearg - Eilean Dubh - Glunimore Island - Great Cumbrae - Holy Island | - Horse Isle - Inchmarnock - Lady Isle - Little Cumbrae - Pladda - Sanda - Sgat Mór und Sgat Beag - Sheep Island - The Eileans |

#### Firth of Forth
- Bass Rock
- Craigleith
- Cramond Island
- Eyebroughy
- Fidra
- Inchcolm
- Inchgarvie
- Inchkeith
- Inchmickery
- Isle of May
- The Lamb

#### Summer Isles
- Bottle Island
- Eilean Dubh
- Eilean Mullagrach
- Glas-leac Beag
- Glas-leac Mor
- Horse Island
- Isle Martin
- Isle Ristol
- Priest Island
- Tanera Beg
- Tanera Mor

### Wales
siehe: Liste der Inseln von Wales

### Nordirland
- Canon Rock
- Copeland Island
- Rathlin

## Republik Irland
| - Acaill - Achillbeg - Árainn Mhór - Aughinish - Beginish Island - Bere Island - Bull Island - Cape Clear Island - Church Island - Clare Island - Colt Island - Dalkey Island - Deenish Island | - Dursey Island - Fastnet Rock - Fenit Island - Fota Island - Great Island - Great Samphire Island - Illanmaster - Ilnacullin - Inishark - Inishbiggle - Inishbofin (Donegal) - Inishbofin (Galway) - Inishkea-Inseln | - Inishmurray - Inishturk - Ireland’s Eye - Lambay Island - Little Samphire Island - Mutton Island - Omey Island - Puffin Island - Rathlin O’Birne Island - Ringaroga - Roaninish - Rockabill - St. Patrick’s Island | - Saltee Islands - Scariff Island - Shenick Island - Sherkin Island - Spike Island - Stags of Broadhaven - St. Macdara’s Island - The Seven Hogs (Maharee-Inseln) - Toraigh - Tuskar Rock - Valentia Island |

### Skellig Islands
- Skellig Michael
- Little Skellig

### Blasket Islands
- Great Blasket Island
- Beginish
- Inishnabro
- Inishvickillane
- Inishtooskert
- Tearaght Island

### Aran Islands
- Inis Oírr
- Inis Meáin
- Árainn

### Inseln in derClew Bay
- Caher Island
- Collanmore Island
- insgesamt 117 Inseln

## Isle of Man
- Calf of Man
- Isle of Man
- St. Michael’s Isle
- St. Patrick’s Isle